# Xã Enterprise, Quận Moody, South Dakota
Xã Enterprise (tiếng Anh: Enterprise Township) là một xã thuộc quận Moody, tiểu bang Nam Dakota, Hoa Kỳ. Năm 2010, dân số của xã này là 267 người.